# Montélimar
Montélimar (em latim: Acumum; em  occitano, Monteleimar [muⁿtelejˈmar]), cognominada "Porta da Provença", é uma  comuna francesa situada no departamento de Drôme, região de Auvérnia-Ródano-Alpes, entre Valence e Avinhão.  A cidade é historicamente ligada à antiga província do Delfinado.
Sua população é de 36.194 habitantes (2009), distribuída em uma área de 46.81 km². 